# 加圧浮上法
加圧浮上法（かあつふじょうほう）とは、主に水処理で用いられる処理方法の一つで、水の中に空気による微細な気泡を大量に発生させ、これを浮遊物質を含む水に混合して浮遊物質を捕えさせた後、気泡の浮力を利用して浮上させることにより、水から浮遊物質を取り除くものである。
実際には予め、微細な浮遊物質や水中に溶解している物質を凝集剤を使って凝集させてから加圧浮上法を行う場合が多く、まとめて凝集加圧浮上法（ぎょうしゅう-）と呼ぶのが正しいが、業界では殆ど加圧浮上法と同義とされる場合が多い。

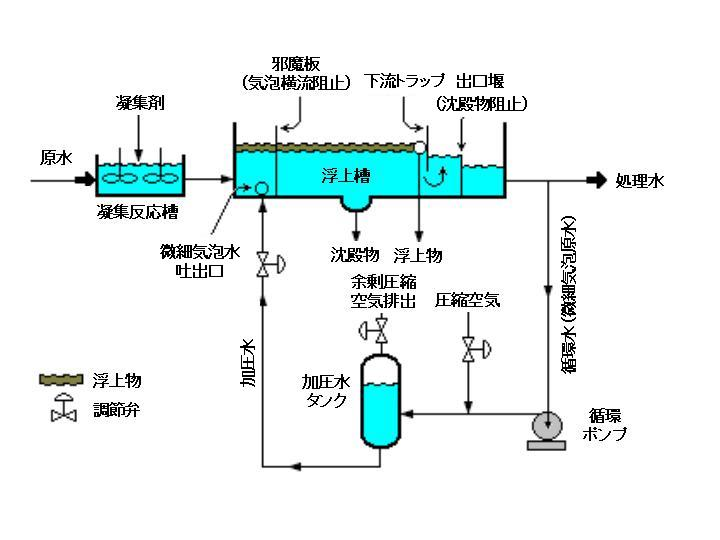
凝集加圧浮上装置の一例

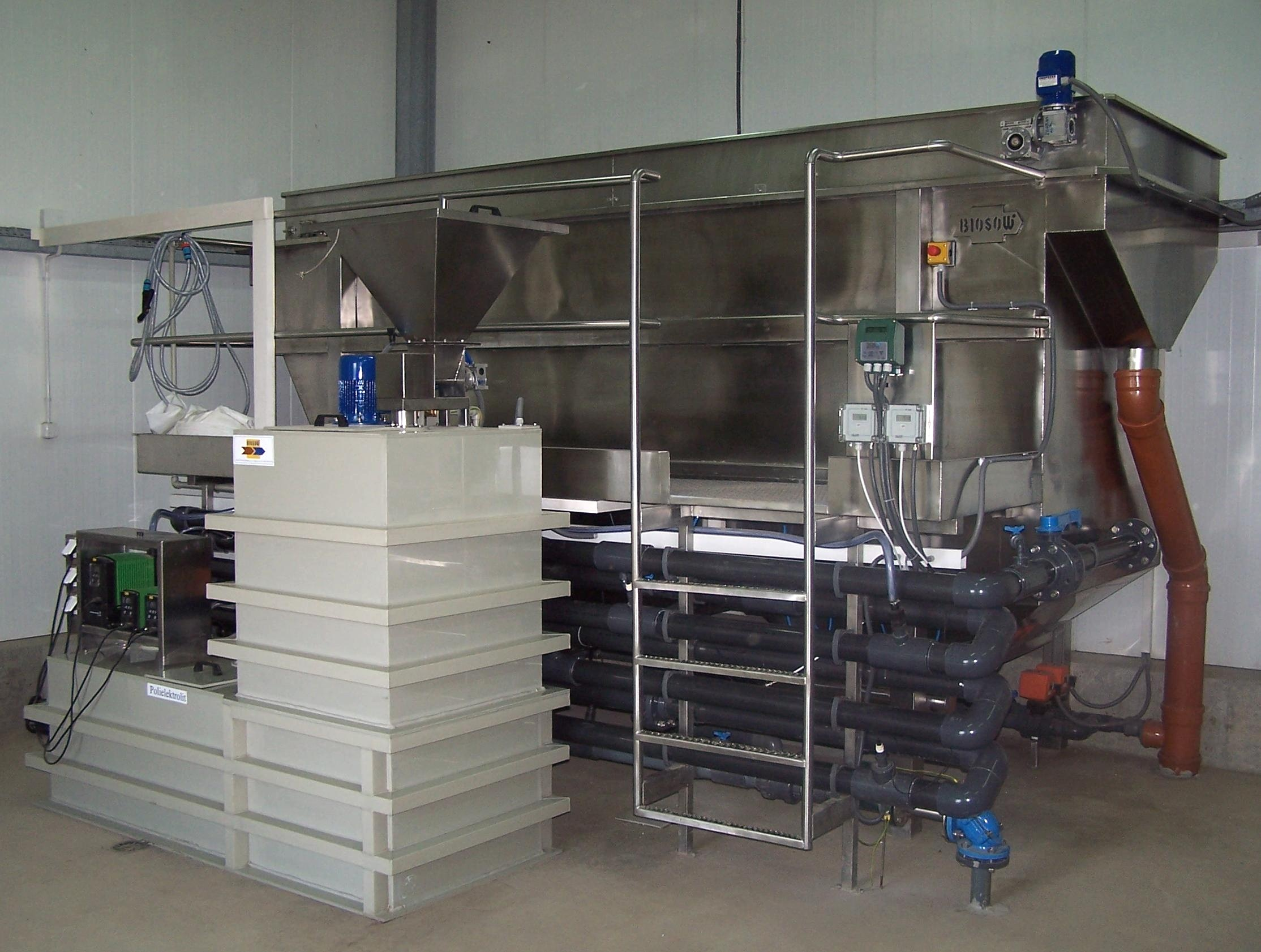
凝集加圧浮上装置の外観例

## 仕組み
1. 微細気泡水を造る
水中に微細気泡を大量に発生させるには、主に2つの方法が用いられる。尚、この水に浮遊物質が含まれていると微細気泡の発生に支障が出る場合が多いため、図のように処理が終わった水の一部を戻して微細気泡の産生に使うなど、装置メーカー毎に様々な配慮がなされる。
  - 空気と水を共存させた状態で、これらを数気圧以上に加圧して水中に空気を過飽和溶解させ（加圧水と呼ばれ、加圧浮上法の名の由来となっている）、その後大気圧に戻すことで、過飽和溶解した空気が大量の微細気泡となる現象を利用する
  - キャビテーションポンプ（ある程度のキャビテーションを発生させても問題のないポンプ）に水と空気を混合した状態で吸い込ませ、微細気泡を大量に発生させる

このときの微細気泡の大きさについては多くの説があるが、所謂マイクロバブルやナノバブルよりは大きく、常温・常圧下の清浄な水で百マイクロメートルのオーダーであると考えられている。微細気泡の大きさが小さ過ぎると浮力が足りず、片や大き過ぎると浮遊物質を捕捉できる気泡の表面積が不足する上に、気泡が水面に浮上して消失するまでの時間が短くなり過ぎ、処理効率が低下する。
2. 微細気泡水と浮遊物質を含んだ水とを混合し、微細気泡に浮遊物質を捕えさせる
3. 水槽（浮上槽）で微細気泡を水面に浮上させる
4. 浮上してきた微細気泡と浮遊物質を、機械的に掻き取るなどして取り除き、その下の部分から清浄な処理水を得る

## 歴史
加圧浮上法を最初に発明したのが誰であるかは説が分かれるが、日本では1966年頃からこれを解説した書籍の出版や専門誌の記事などが見られることから、少なくとも50年以上の歴史が存在することは間違いなく、基本的な特許はあったとしても既に期限切れ（一般には20年間）を迎えている。今日では国内外を問わず多くの装置メーカーがこれを販売しており、浄水場で水道水を造る工程や産業排水処理などで広く用いられている。

## 特長
- 沈殿法（浮遊物質を自然沈降させる）と比べて装置が小型となる（総じて数分の1以下）
- 浮遊物質の分離を自然の沈降性などに頼らないため、処理水質を安定させ易い
- 他の処理法では除去が難しい、油脂分や浮上し易い浮遊物質などの除去も可能である

## 問題点
- 沈殿法と比べて対応可能な浮遊物質量の上限が低く、高濃度の浮遊物質除去や、一般的な活性汚泥法の固液分離などには適用できないか、できたとしても処理水の残存浮遊物質が多くなる
- 浮遊物質の比重が大きい場合、例えば土砂や重金属類を多く含むような水には不向きである